# Better Love (Katerine Duska-sang)
"Better Love" er en sang udført af græsk-canadisk sanger Katerine Duska. Sangen repræsenterer Grækenland i Eurovision Song Contest 2019 i Tel Aviv. Den blev udgivet den 6. marts 2019.

## Trackliste
| 1. | "Better Love" | 3:01 |